# 井田彩花
井田 彩花（いだ あやか、1994年7月30日 - ）は、日本のダンサー、タレントである。
子役として活動後、現在はダンサー・タレントとして、ミュージカル・コンサート・ライブ・テレビ番組・MV・CM等、多方面でマルチに活動中。ボートニャーでのイメージカラーはイエロー。
群馬県高崎市出身。群馬共愛学園中学校卒業。目黒日出高等学校卒業。高校時代は毎日高崎から目黒まで通学していた。
身長160cm。血液型A型。愛称は「あやかたん」。この他にも多数の愛称がある。

## 人物
- 四人家族の長女で10歳下の弟がいる。両親は洋服屋さん。宝塚好きの伯母の影響で幼少時より、宝塚歌劇や東宝、劇団四季等のミュージカルをよく観劇していた。
- 天真爛漫で明るく、愛嬌があり、友人が多くとても交友関係が広い。家族仲が良く、祖父母を連れて群馬県内をドライブすることもよくある。地元の群馬が大好きとのことで、PR活動やラジオ高崎、群馬テレビなどにも出演している。可愛らしい外見や独特なアニメ声を持ち合わせており、セラミューの舞台にウィッチーズ5のミメット役で出演した際、ミメットそのものだという意味で「（その）まんまミメット」と高評価を得、好演した。切れ味鋭いダンスを披露する方やアイドルさながらの可愛らしいダンスもCMD（茅原実里ダンサー）で披露している。
- 特技：ダンス。5歳よりエアロビクス、チアリーディング、ジャズダンス、タップダンス、ヒップホップ、クラシックバレエ、ブレイクダンス等のダンスを始める。恩師は藤井真梨子だと本人により紹介されている。小学生時代より、一人で都内までダンスレッスンに通っていた。
- 華道の資格を保有しており、韓国ダンス留学をしていたことから韓国語を得意とする。本人により山道の運転が得意とも伝えられている。またミュージカル「セーラームーン」で共演した七木奏音の怪我の応急手当をしたことからテーピング手当が得意なことも知られている。
- 趣味：おしゃれ、アクロバット、神社巡り、旅行、ドライブ、アクション映画鑑賞。京都が大好き。
- 好きな食べ物：抹茶、珈琲、オムライス、漬物、焼肉、梅干し。
- 好きな花：スイートピー。
- 好きな色：水色、ピンク。
- 好きなブランド：socksmithの靴下を愛用。洋服ではsisterjaneを愛用しており、個性的なデザインのものを好む。
- ホリプロ所属の尾島知佳は高校時代の同級生[1]。朝日奈央や指田瑞貴、松岡茉優、川口優菜、山上兄弟の兄は、高校時代からの友人である。茅原実里バックバンドCMBのメンバーとも仲が良く、ドラムの岩田ガンタ康彦をガン子ちゃんと呼び慕っている。元タカラジェンヌで舞台女優の山田裕美子（夢華あやり）や扇けい、真波そら、涼瀬みうと、麗奈ゆうとも親しく、プライベートでも親交がある。また、ミュージカル「セーラームーン」でも共演した大久保聡美[2] や高橋ユウ、坂田しおり、七木奏音、知念紗耶、佐達ももこ、長谷川唯、モデルの江野沢愛美、振付師の宇野木杏奈、ももいろクローバーZのメンバー達と親交があり特に高校の同級生である百田夏菜子と仲が良く、親友である。お揃いの物を複数持つなど仲睦まじい姿が本人達のInstagramに掲載されている。[3]。
- 茅原実里ライブ時にバックダンサー「CMD」メンバーといちごパフェを食べに行くことは恒例行事としている。

## 出演

### ライブ・イベント
- HKT48武道館公演「白黒つけようじゃないか」（2013年）
- 橋本みゆき10周年ライブ（2013年）
- 相川友希ライブ（2013年）
- DAIGOLIVE TOUR 2014「DAIGOLD」（2014年）
- 茅原実里関連
  - Minori Chihara Live Tour 2014 〜NEO FANTASIA〜（2014年4月 - 5月）
  - Minori Chihara 10th Anniversary Live 〜SANCTUARY〜（2014年11月）
  - ANIMAX MUSIX 2015 YOKOHAMA（2015年11月）
  - Minori Chihara Live Tour 2016 〜Innocent Age〜（2016年6月 - 7月）
  - MINORI CHIHARA LIVE 2016 SUMMER DREAM 4（2016年8月）
  - MINORI CHIHARA LIVE 2017 SUMMER DREAM5（2017年8月）
  - Animelo Summer Live 2017 -THE CARD-（2017年8月）
- ミルキィホームズ&ブシロード7周年記念ライブin横浜アリーナ（2014年）
- BREAKERZ報告会ライブ（2014年）
- カンニングのDAI安吉日!10周年記念イベント VERY LUCKY DAY!!（2014年）
- HKT48シングル発売イベントライブ（2014年）
- VAMPS主宰「ハロウィンパーティー2014」in幕張メッセ（2014年）
- シド主宰「Collabo Bang!」武道館ライブ（2014年）
- DAIGO「Birth Day Live 2015」（2015年）
- こんどうようぢ「生誕祭 LIVE 2015」東京・大阪公演（2015年）
- こんどうようぢ「リリースイベントライブ」（2016年）
- ボートレース関連
  - ボートレースクラシック平和島イベント（2016年3月）
  - ボートレースオールスター尼崎イベント（2016年5月）
  - ボートレースメモリアル桐生イベント（2016年8月）
  - ボートレースダービーイベント（2016年10月）
  - ボートレースグランプリイベント（2016年12月）
- 夢みるアドレセンスLIVE TOUR 2016（2016年6月）
- BREAKERZ SPECIAL LIVE「BREAKERZ IX」（2016年7月）
- a-nation island 2016 powered by dTV LOOP vol.8（2016年8月）
- TUBE LIVE AROUND SPECIAL 2016–RIDE ON SUMMER-（2016年8月）
- Breakerz 10周年10番勝負ツアー（2017年1月 - 2月）
- Breakerz X スペシャルLIVE（2017年7月）
- DAIGO vs DAIGO☆STARDUST 15周年Live（2018年7月）
- 花澤香菜コンサート2018～大丈夫～（2018年9月）

### ミュージカル
- みにくいアヒルの子「HONK!」（2006年12月 - 2007年1月）
- アニー（2007年度・2009年度）タップキッズ 役[4]
- 美少女戦士セーラームーン Petite Étrangère（2014年8月 - 9月、東京・大阪 / 2015年1月、上海）ドロイド / 偽マーキュリー 役
- 美少女戦士セーラームーン Un Nouveau Voyage（2015年9月 - 10月、東京・大阪）ウィッチーズ5 ミメット / 羽生美々 役
- ドゥ・ユ・ワナ・ダンス？（2018年9月、東京）アンサンブル

### MV
- AKB48
  - パチスロ「君が思ってるより」（2012年）
  - 「上り坂」（2016年11月）
- NIKIIE「カナリア」（2012年）
- 橋本みゆき「AI DO.」（2013年）
- 中田裕二「MIDNIGHTFLYER」（2013年）
- ポルノグラフィティ「青春花道」（2013年）
- 茅原実里
  - 「TRASURE WORLD」（2013年）
  - 「Joyful Flower」（2014年）
- FEMM「Astro Boy」（2014年）
- JUJU「Hot Stuff」（2014年）
- Suzu「Love」（2014年）
- キング・クリームソーダ「ゲラッポ・ダンストレイン」（2015年）
- 小野友樹「パーティーマン」（2015年）
- DJみそしるとMCごはん×SPAM「スパムおいしソング」（2015年）
- MONKEY MAGIC「Delicious」（2016年）
- 中国 bilibili娘
  - 「両目」（2017年7月）
  - 「友達になってくれてありがとう」（2017年7月）
- ZAQ「journey」（2018年1月）
- fhána「world atlas」（2018年2月）
- 戸松遥「オレンジレボリューション」（2018年4月）
- 花澤香菜「大丈夫」（2018年）
- こぶしファクトリー「きっと私は/ナセバナル」（2018年9月）

### CM
- 住宅メーカーダイワハウス「湘南にもダイワハウス編」（2013年）
- Reebok classic「run free」（2013年）
- スーパーマーケット西友「お金うきうき編」（2014年）
- 八景島シーパラダイス（2014年）
- 清涼飲料水ヘパリーゼ（2014年）
- Panasonic Let's note（2014年）
- パチンコメーカー大松（2014年）
- SONY VAIO（2015年）
- ヤフオク!（2015年）
- 氷結クリスマスシーズン（2015年）
- ボートレース振興会ボートニャー2016 BOEDO「ボートニャーイエロー」就任（2016年 - ）
- ソフトバンク ギガ学割（2016年）
- ケンタッキーフライドチキン 香ばし醤油チキン（2016年3月）
- ゆうちょ銀行 新イメージゆうちゃん 登場編・カラオケ編（2016年4月 - ）
- THETA360°カメラ Web CM（2016年6月 - ）
- ジュピターショップチャンネル 20周年 CM（2016年10月 - 2017年3月）
- 全国社労士会連合 CM（2016年10月 - 2017年10月）
- ドミノピザ CM（2017年7月 - ）
- 東京シティ競馬 CM（2017年7月 - ）
- ダイハツ ブーン隊 CM（2017年10月）
- ポッカサッポロ キレートレモン Web CM（2018年6月 - ）
- メガエッグ 2018 ブランドCM（2018年7月 - ）
- 西武そごう ブランドCM（2018年7月 - ）
- サマージャンボCM（2018年7月 - ）
- ヤクルトweb CM（2018年8月 - ）

### テレビ番組
- 思い出のメロディー（2013年、NHK）オープニングダンサー
- ミュージックステーション（テレビ朝日）
  - （2013年）ポルノグラフィティ「青春花道」
  - （2014年）Pharrell Williams「Happy」
- ものまねグランプリ（日本テレビ）
  - （2013年）外国人メドレー
  - （2014年）歌姫メドレー・歌うまコラボオールスターズ
- 第64回NHK紅白歌合戦（2013年、NHK）ゴールデンボンバー「女々しくて」、SMAP「joymap!!」
- 歌謡コンサート（NHK）
  - （2014年）氷川きよし「氷川きよしメドレー」
  - （2014年）橋幸夫
- 家族で選ぶにっぽんの歌（2014年、NHK）早見優「夏色のナンシー」、石野真子「狼なんか怖くない」、榊原郁恵「夏のお嬢さん」
- シャキーン！（NHK Eテレ）
  - （2014年）フラフラリフレッシュ
  - （2015年）72億人分の一
- SMAP×SMAP（2014年、フジテレビ）Pharrell Williams「Happy」
- 第65回NHK紅白歌合戦（2014年、NHK）藤あや子
- 相棒 お正月スペシャル（2015年、テレビ朝日）
- LIVE B♪（2015年、TBS）こんどうようぢ「ぱん！」
- うたコン（NHK）
  - （2016年11月）千昌夫
  - （2017年1月）阿久悠特集
- アメトーーク！（テレビ朝日）
  - （2017年4月）踊れない芸人特集
  - （2017年9月）踊れない芸人特集第2弾
- シンデレラ・ネットワーク（2017年12月 - 、NHK総合）
- ひるポチッ！（2018年4月、群馬テレビ）
- 暴太郎戦隊ドンブラザーズ ドン1・2・29・32・33話・50話（2022年3月 - 2023年2月、テレビ朝日）天女 役

### 映画
- 星くず兄弟の新たな伝説（2018年1月）
- 暴太郎戦隊ドンブラザーズ THE MOVIE 新・初恋ヒーロー（2022年7月22日）天女 役

### オリジナルビデオ
- 暴太郎戦隊ドンブラザーズVSゼンカイジャー（2023年9月27日）天女 役

### ラジオ
- ラジオ高崎（2015年4月・11月・2017年9月）ゲスト出演
- 渋谷クロスFM（2017年11月）ゲスト出演

### 掲載
- 郵政福祉冊子「RINRIN」ちょこっと健康ラボ（2015年）
- BOAT RACE振興会「BOAT RACE LOUNGE」BOATNYAのTELEBOAT CHALLENGE! コラム連載執筆（2016年5月 - ）
- webメディア「Cinq」よくばり女子の働き方（2018年7月）